# Папук Ганна Сергіївна
Ганна Сергіївна Папук (18 вересня 1922, тепер Дніпропетровська область — ?) — українська радянська діячка, лікар, завідувач Любимівської сільської лікарської дільниці Дніпропетровського (Синельниківського) району Дніпропетровської області. Депутат Верховної Ради УРСР 6-го скликання.

## Біографія
Народилася у родині сільського фельдшера.
У 1948 році закінчила медичний інститут, лікар-терапевт.
З 1948 року — лікар у селі Старомихайлівці Сталінської області.
З 1952 року — завідувач Любимівської сільської лікарської дільниці Дніпропетровського (деякий час — Синельниківського) району Дніпропетровської області. Закінчила курси підвищення кваліфікації при Дніпропетровській обласній лікарні імені Мечникова.
Потім — на пенсії у селі Любимівці Дніпропетровського (тепер — Дніпровського) району Дніпропетровської області.